# Llano Negro
Llano Negro es un núcleo poblacional del municipio de Garafía en la isla de La Palma, España, aunque cuando se refieren a Llano Negro, en general, hablan de la parte alta, donde se encuentra la población más numerosa, cerca de Los Sables, porque la zona baja lleva el nombre de El Rito, formado por caserios dispersos y buenas tierras de labranza. Dada su situación geográfica representa un nodo de comunicaciones estratégico pues por él pasan las carreteras, la principal la LP-1, que circundan la isla de La Palma, tanto por el nor-este hacia Barlovento, como hacia Punta Gorda, por el sur-oeste. Al mismo tiempo distribuye el tráfico hacia los barrios de Cueva del Agua pasando por La Calzadilla, Santo Domingo y el Bailadero que es un vecindario perteneciente al barrio de Hoya Grande (desde donde parte la carretera que da acceso al Roque de los Muchachos (Garafía), base de los telescopios del IAC - Instituto Astrofísico de Canarias - en La Palma, que se encuentran englobados en la red de la organización científica European Northern Observatory - ENO).

## Descripción
Llano Negro, como su nombre indica, básicamente es un llano de tierra fecunda, muy rico para la ganadería y la agricultura (cereales y papas y plantas forrrajeras como el tagasaste y las tederas) teniendo entre sus mejores joyas el Molino de Llano Negro, dedicado principalmente a moler el grano de la zona en épocas pasadas, bien para hacer tanto harina panificable como el gofio confeccionado con una mezcla de dichos cereales tostados y sazonados con sal. El gofio podía ser de varios cereales (trigo, cebada, centeno) como de legumbres como las lentejas y los garbanzos. En algunas casas se le podía añadir a la mezcla de cereales tostados algunos granos de altramuces y millo. Por esa riqueza en ganado, principalmente caprino, dispone en su entorno de una riqueza muy variada en quesos, cuyo distintivo principal suele ser su tratamiento ahumado que unido a la calidad de sus pastos frescos y la maestría de sus artesanos confieren una calidad singular al producto final.
Llano Negro se configuró, por su situación estretégica, en un centro económico importante hasta los años ochenta del siglo XX, conservando hoy todavía un impulso económico, derivado del mundo de los servicios, de la producción local y de su posición estratégica, llamado a ser un núcleo de acopio y distribución de bienes y servicios de las localidades que colindan con su entorno, dadas sus excelentes comunicaciones, de todo tipo. Se encuentra localizado en el mismo lomo que Santo Domingo, siendo el antiguo Camino Real la ruta natural y principal en los primeros años del siglo XX y finales del XIX, el cual subía desde Santo Domingo (por Las Cabezadas), pasando por Llano Negro, hacia el Lomo de la Ciudad (en Hoya Grande) para llegar hasta el Roque de los Muchachos y Los Andenes, siguiendo hasta la Pared de Roberto y La Fuente Nueva, y proseguir después hacia la capital administrativa de la isla: Santa Cruz de la Palma. Por esta ruta, a pie y con animales, y con las penalidades propias del rigor del camino y la climatología, se establecía principalmente el comercio entre un lado y otro de la Isla de La Palma, pudiendo realizarlo de forma alternativa por el Puerto de Santo Domingo con falúas, quedando al albur de los bravos mares del Norte de La Palma. En consecuencia, elegir una ruta u otra dependía de las condiciones de la mar o el tiempo atmosférico que se intuía en la cumbre, siendo una decisión que a veces era de vida o muerte. Hoy este fragmento de los Caminos Reales forma parte del acervo cultural de la zona pudiendo disfrutarse de forma documentada y guiados por expertos conocedores de la zona; para mayor abundancia de esta información existe una Oficina de Información en el propio Llano Negro. En concreto, este Camino Real se puede hacer por tramos, sin necesidad de realizar todo el esfuerzo de una sola vez.
Geográficamente Llano Negro limita en la parte superior (sur-oeste) con Los Sables, un valle de tierras fértiles al final del Monte Vidio y la Montaña de las Indias, en cuyo barranco y más hacia el oeste se encuentra la famosa Cueva del Humo en el cauce formado por la Montaña de Las Indias y la Montaña de los Vaqueros, que alberga uno de los pocos pinos monumentales que quedan en la zona, rico en madera de tea, dada su edad avanzada edad  y su envergadura. En la Montaña de los Vaqueros (antiguamente sembrada de vid en terrazos y algún aprovechamiento de pastos) aún existe el vestigio de una fuente de agua potable que servía de aprovisionamiento para del consumo humano y animal en las épocas de sequía, conocida como Fuente de los Vaqueros.
Limita por el nor-este con el Barranco de la Yedra o de los Sables que en el cauce hacia la cumbre, después de los altos de Los Sables, recibe el nombre de Barranco de Charco Puerco que, más adelante aún, enlaza con la Fuente del Pino y en su cauce hacia su desembocadura configura uno de los caprichos geológicos más hermosos de la zona que es el Barranco de La Luz, que separa, en la costa, a Santo Domingo del Palmar, ambos barrios de Garafía. Justo en el centro de Lano Negro, limitando con el casco urbano, se levanta majestuosa la montaña de La Cruzada, hecha de fértiles bancales dedicados tradicionalmente a la producción de cereales, que perfila su paisaje al norte, delimitando la zona de El Rito y La Piedra, detrás de este hito geográfico.
A su vez, Llano Negro colinda por el sur-oeste con los barrancos de la Travesita y el Rato a la altura de la Fuente La Negra, enfrente a La Raíz del Pino y  La Calzadilla, donde se funden ambos en un solo cauce conocido como barranco de la Cimera el cual también es un capricho de la erosión y la geología, dando lugar a los Cabocos, que son saltos en el vacío sobre roca basáltica cincelados verticalmente, como a plomada, y que su cauce, más abajo, da lugar a una maravilla geográfica en su desembocadura, entre Santo Domingo y Cueva de Agua, recibiendo en su parte final el nombre de Fernando Oporto. Este barranco suele crecer mucho porque su cuenca abarca también el Barranco de Oropesa, cuyo naciente se remonta cerca de la misma cumbre, entre los lomos de La Ciudad y Jerónimo, (ambos en el pago de Hoya Grande) y que se une al Rato confluyendo en un cauce. Es muy propicio a las crecidas de las lluvias en el periodo  otoño-primavera cuando suelen llegar las borrascas atlánticas cargadas de humedad a esta zona de sus cabeceras.
Llano Negro dispone de agua en abundancia (nutriéndose fundamentalmente de las galerías El Cedro y Los Minaderos siendo por ello, además de la generosidad y riqueza de sus tierras, el elemento fundamental que da razón de un asentamiento poblacional tan antiguo y que se haya mantenido durante tanto tiempo activo. Una de las fuentes, hoy desaparecida, es la fuente de Las Charquetas en el mismo cruce con la carretera a La Travesita y Cueva de Agua, hoy soterrada por la vía pública. Otro manantial que aún perdura es La Fuente La Negra en el Barranco de La Cimera. Estas dos fuentes sirvieron tradicionalmente como abrevaderos naturales para el numeroso ganado de la zona (principalmente cabras y vacas además de alguna oveja). Esta fuente hoy está represada en la misma cueva donde nace y canalizada para abastecer a Cueva del Agua y Santo Domingo. Cabe decir que dicha cueva, naciente de la fuente, antes era de acceso público y no era raro ver a los pastores refrescarse al tiempo que sus animales hacían uso del abrevadero.
Llano Negro sigue siendo paso obligado desde el sur para llegar al Parque Cultural de La Zarza y La Zarcita (con petroglifos de reconocido valor), San Antonio, donde está habilitada una zona de acampada muy visitada, y La Mata, camino de Roque del Faro a través de la Carretera LP-1. En estos momentos su población es de 661 habitantes, según datos del ISTAC, los cuales son más de un tercio de la población de todo el municipio de Garafía que cuenta con un total de 1.590 habitantes, también según el ISTAC.
Al estar casi a los piés del Roque de los Muchachos (2.426 m de altitud), sus campos y caseríos se despliegan a un altitud de 898 m sobre el nivel del mar, poseyendo por eso una de las mejores ventanas abiertas al cielo nocturno, transparente y limpio, donde las estrellas parecen poderse tocar con los dedos. En las noches de primavera y verano principalmente, es todo un espectáculo desplegar una mirada por la Vía Láctea, que parece no tener fin, y donde el régimen de los vientos alisios, que aparecen en régimen laminar y fríos al cruzar el Atlántico, permiten una visión prístina y sin turbulencias del palio de la noche garafiana.
Hay que decir que Llano Negro es de las zonas agrícolas más productivas, tanto por su rico suelo como su régimen climático, frío y húmedo la mayor parte del año (principalmente de octubre a mayo) ya que debido a su altitud forma parte de la zona de medianías de la isla. Llano Negro es permanentemente barrido por los vientos alisios cargados de humedad (tener un molino no es de capricho ni gratuito) y por las borrascas atlánticas, pues está expuesta esta zona en la parte NO de la isla de La Palma a borrascas provocadas por las embestidas atmosféricas que se descuelgan desde el Atlántico Medio y Norte y los sistemas que se crean localmente, producidos por la corriente de chorro (Jet Stream), que a veces desciende de latitud hasta el paralelo 28° y más hacia el Sur, alcanzando la zona subtropical, produciendo grandes perturbaciones atmosféricas, influyendo mucho su presencia en el carácter del clima de la zona. Para hacerse una idea, existe un topónimo,  La Barrera,  que señala con exactitud la presencia del alisio, justo un poco antes de llegar desde La Mata al Roque del Faro, visible porque es una barrera de humedad y viento que presagia la potente fuerza de los alisios en la zona.
Si alguien tiene interés en la forma de vida de esta localidad y como fue anteriormente, aún puede apreciarse la Escuela Unitaria en la parte baja del núcleo, que todavía permanece erguida después de muchos años sin mayores tareas de restauración, con su mobiliario escolar de época, tal como estaba en 1960. Es un vestigio de aquellos años que aún sigue en pie (hoy sustituida por un grupo escolar en desuso).
Se ha de comentar que a principio de los años 60 Garafía tenía una población muy cercana de los 6.000 habitantes (antes de que ocurriera la gran diáspora de los garafianos, justo en el momento en que se abrió la carretera de Las Mimbreras por el Norte y, más tarde, la pista de las Tricias por el Sur). Hasta ese momento esta Escuela Unitaria acogía a todos los potenciales alumnos desde La Piedra hasta La Fuente del Pino y desde Catela y El Colmenero hasta La Mata, San Antonio y Los Valles de Reyes (en la parte baja de Los Guanches); es decir, abarca lo que conocemos como las medianías del municipio de Garafía desde el Roque del Faro hasta El Castillo.

## Galería

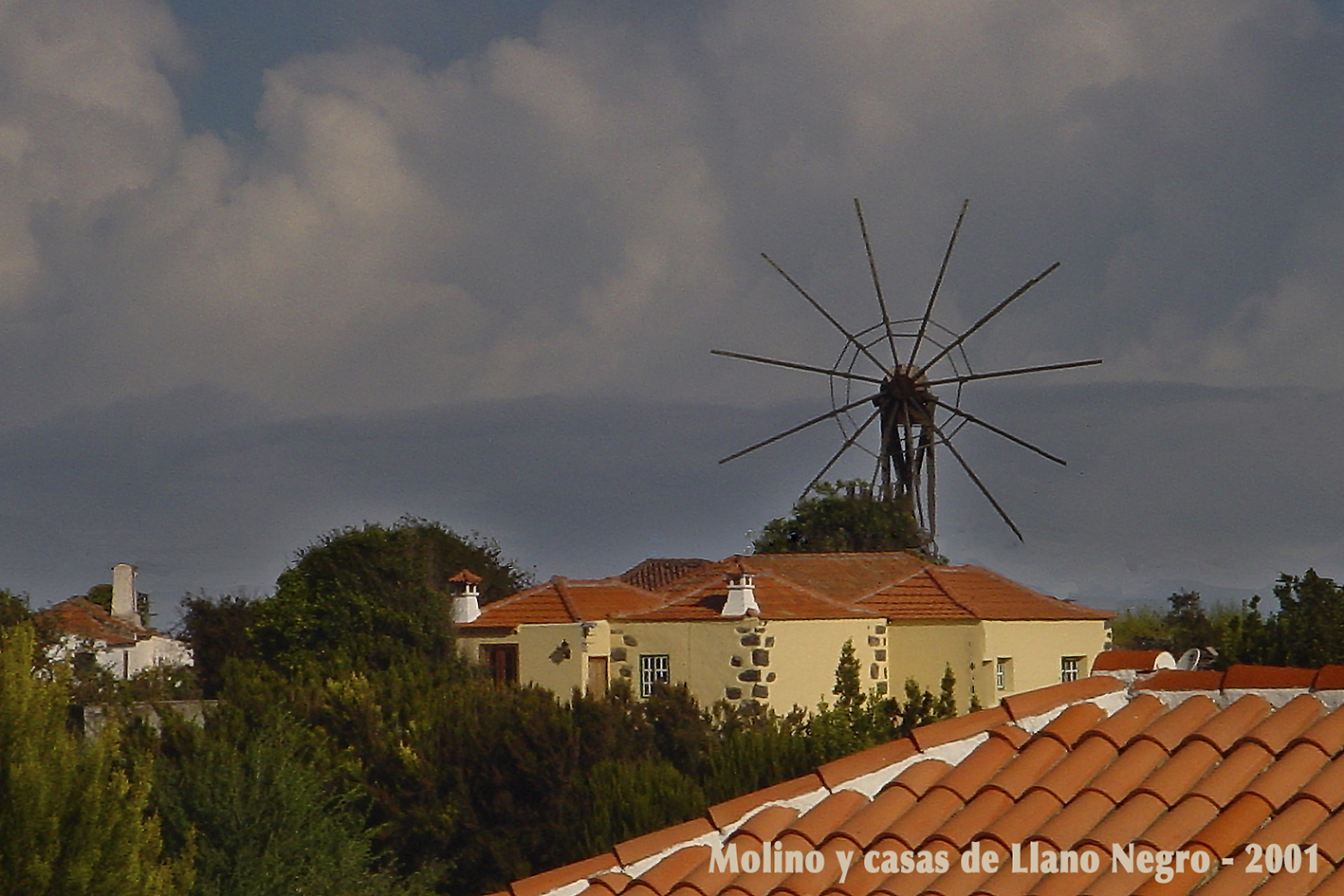
Casas de Llano Negro (Garafía) con su molino al fondo.
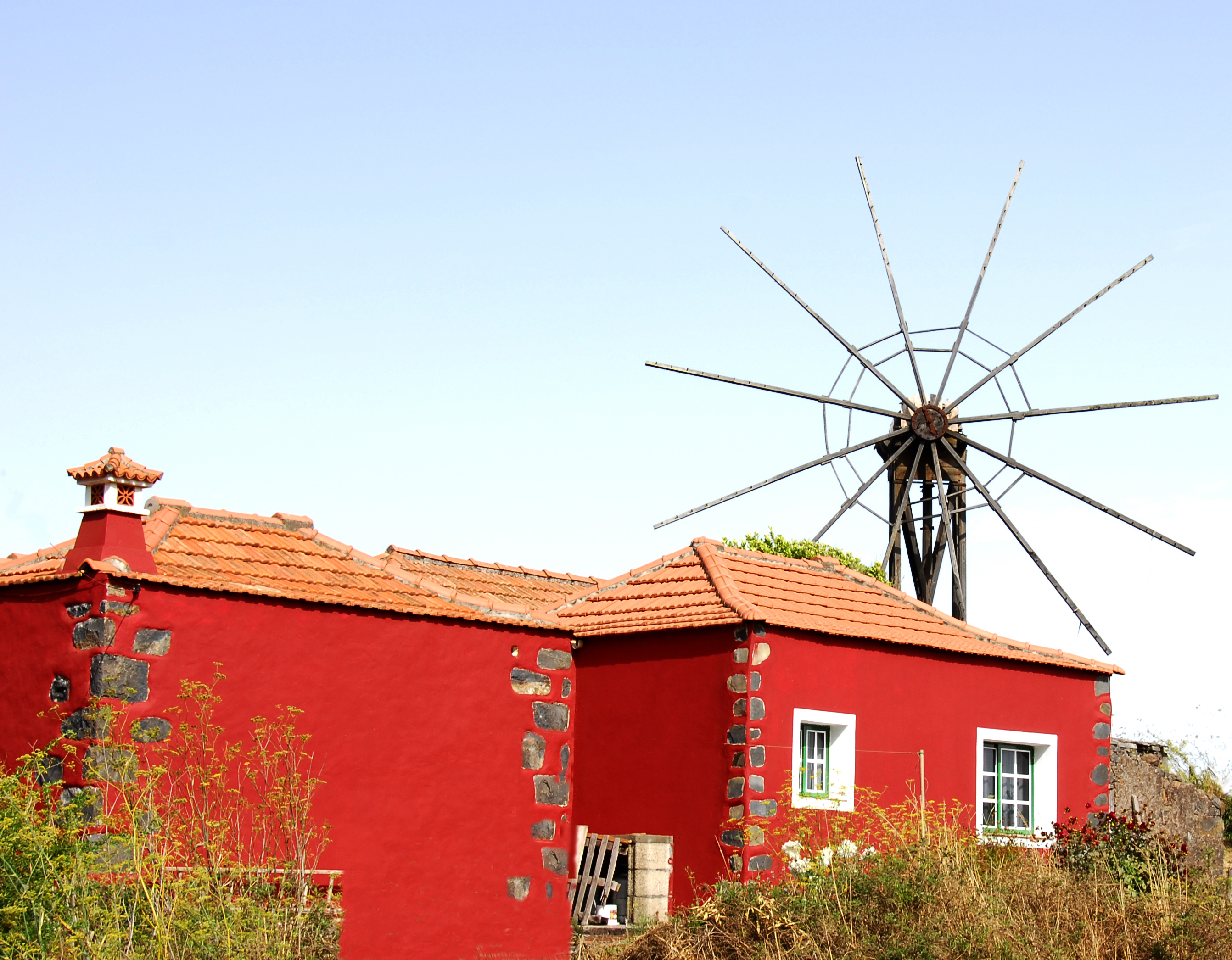
Molino de Llano Negro (Garafia).
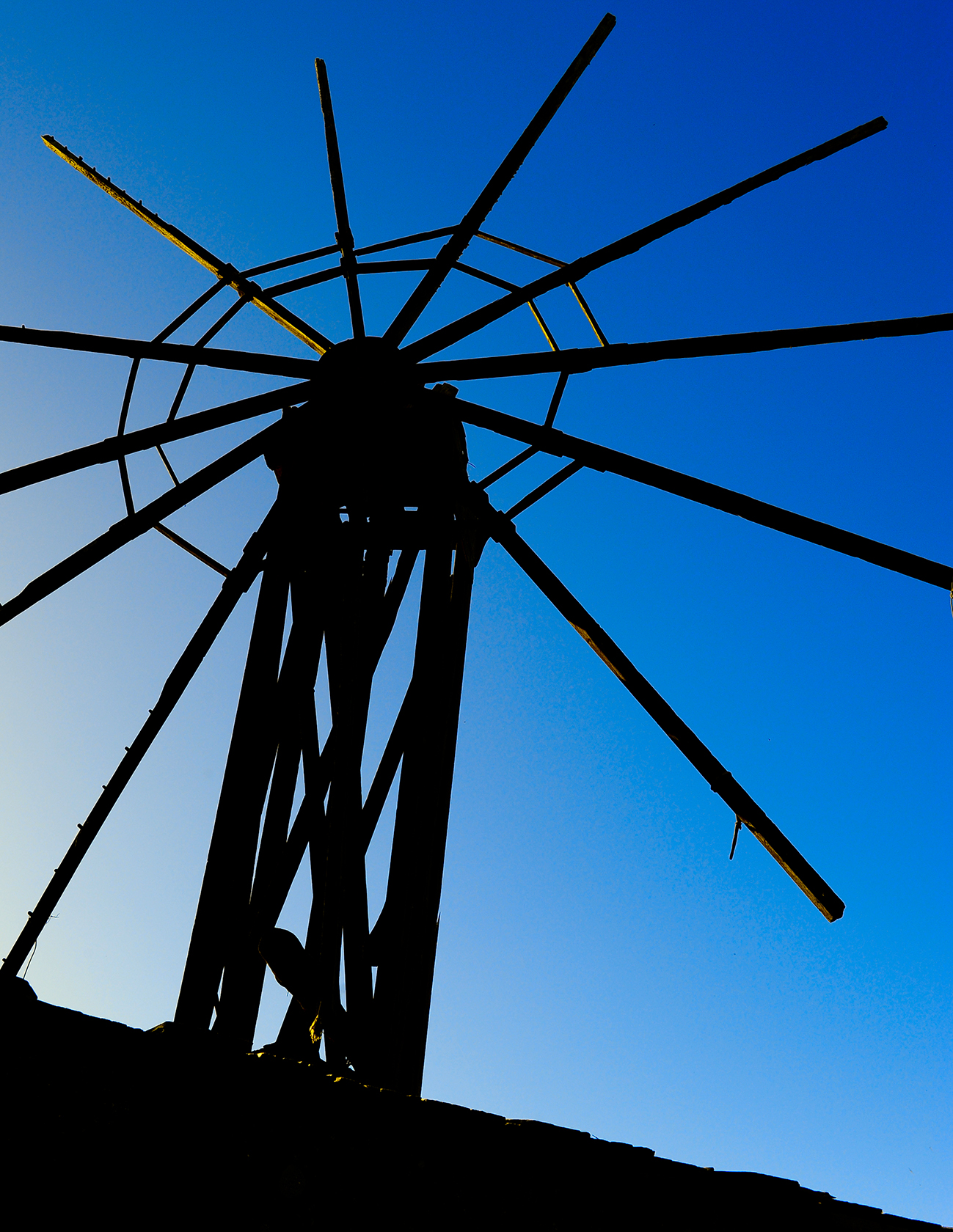
Molino de Llano Negro (Garafía).
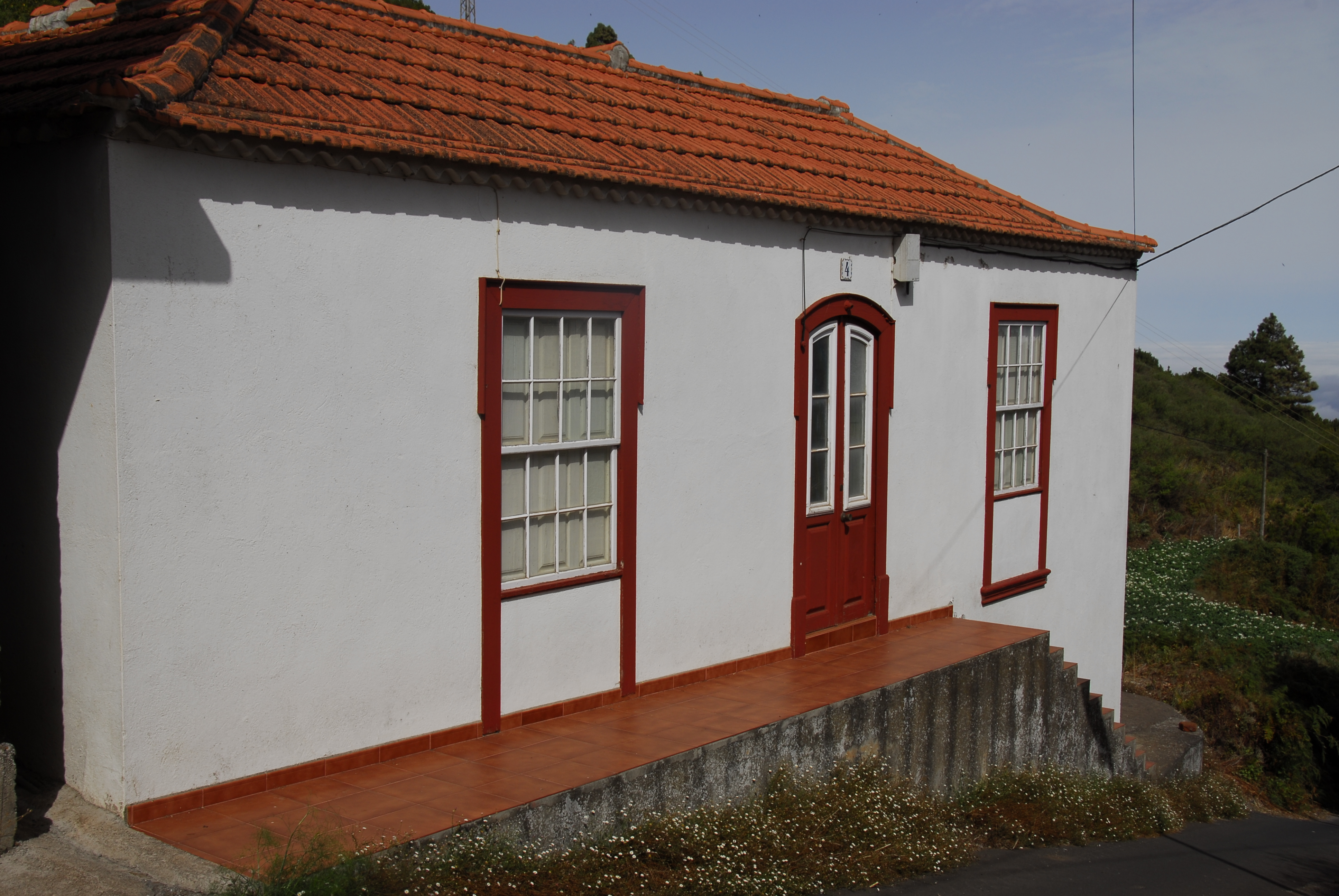
Antigua Escuela Unitaria de Llano Negro.
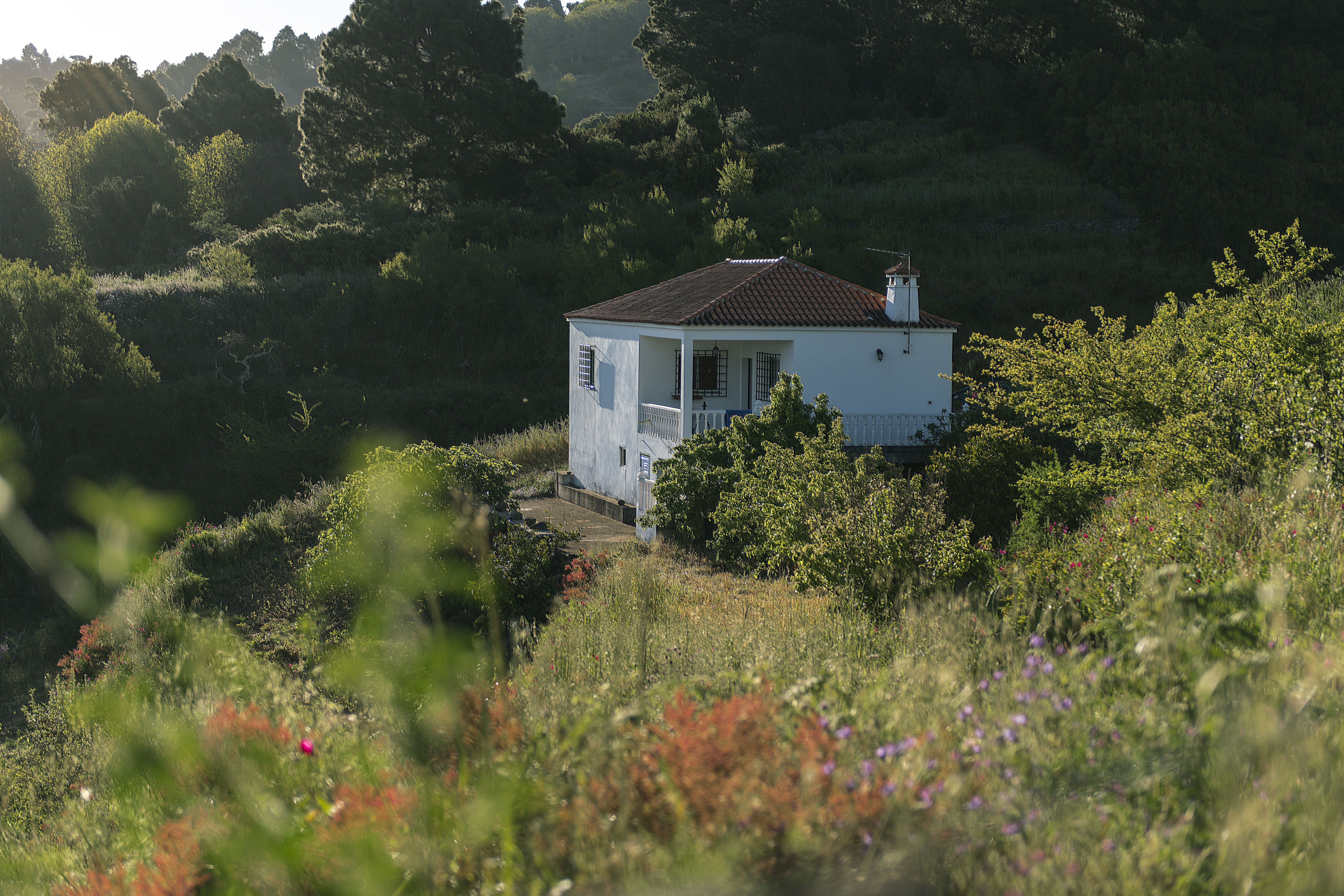
Antigua casa rústica adaptada en La Travesita, Llano Negro.
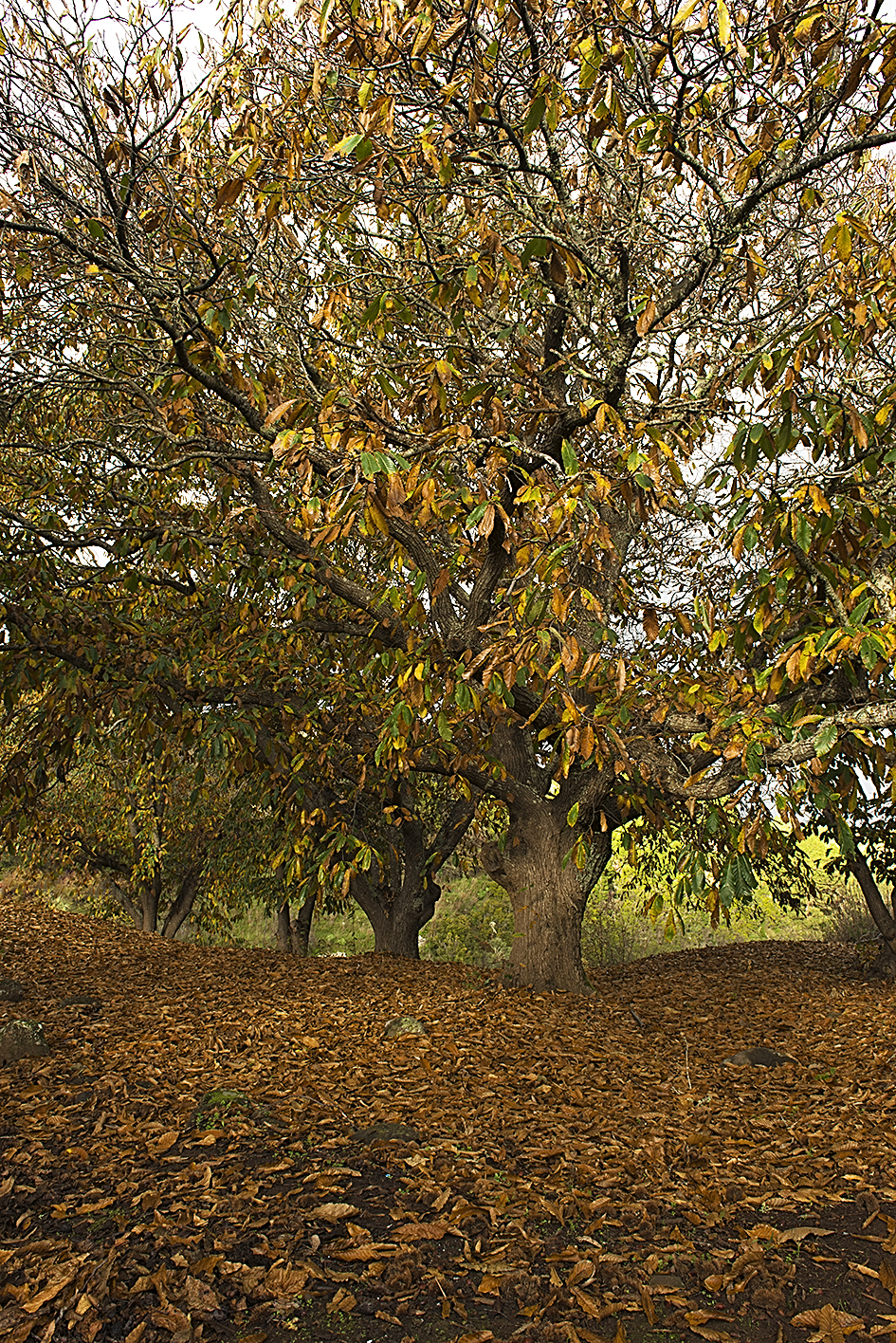
Conjunto de castaños en La Travesita (LLano Negro).
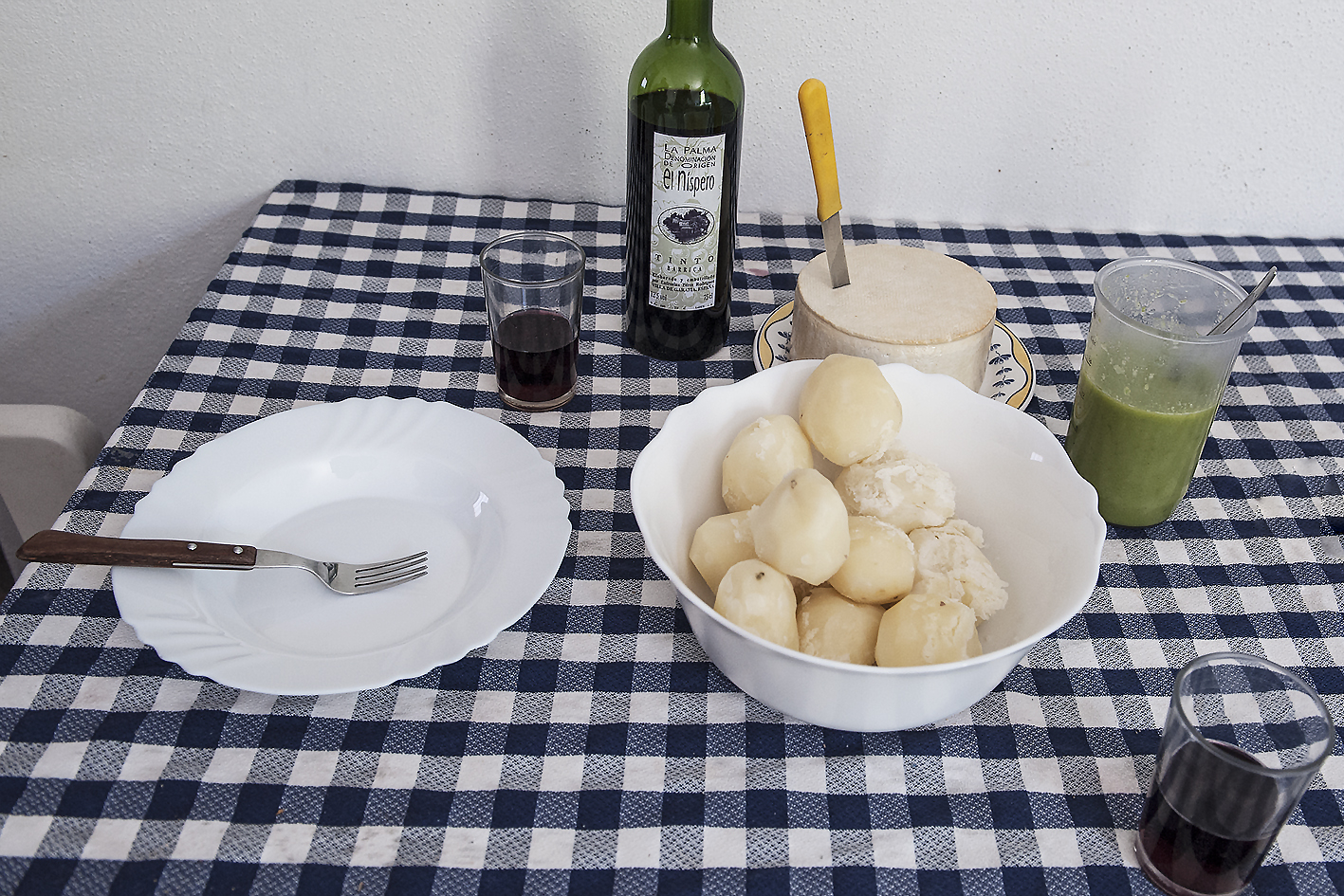
Bodegón con pruductos de Llano Negro y vecindades: papas, mojo verde, queso blanco del Rehielo y vino tinto.
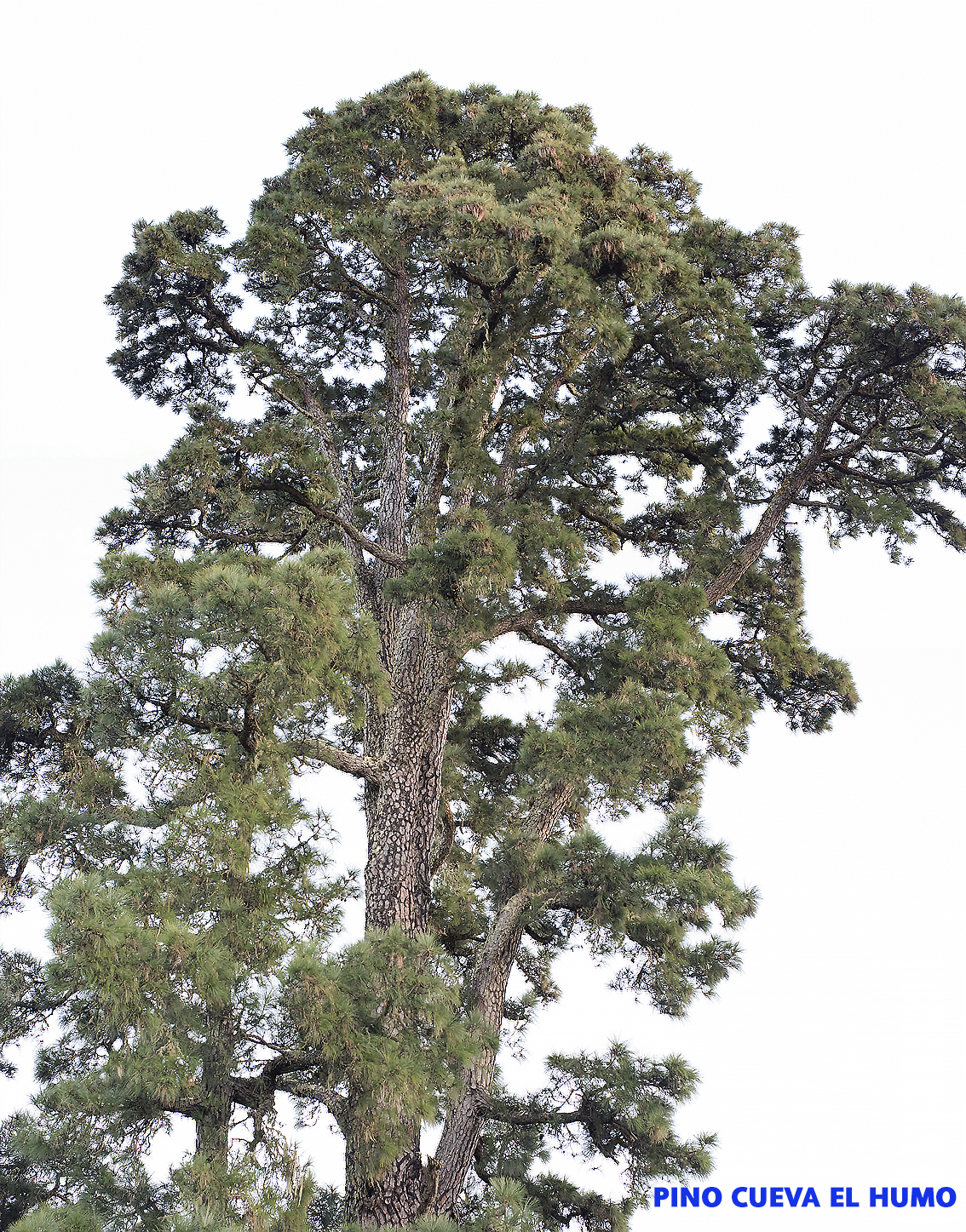
Pino Monumental, de los mas viejos del lugar. Frente a la Montaña de los Vaqueros y Las Indias.